# Ingrid
Ingrid è un nome proprio di persona femminile presente in varie lingue, fra cui danese, svedese, norvegese, tedesco, olandese ed estone.

## Varianti
- Lingue scandinave: Inger[1]
  - Ipocoristici: Inge, Inga[1][2]

### Varianti in altre lingue
- Catalano: Íngrid[1][3]
- Finlandese: Inkeri[1]
- Inglese antico: Ingerith[2]
- Lettone: Ingrīda[1]
- Lituano: Ingrida
- Norreno: Ingríðr[1]
- Polacco: Ingryda
- Slovacco: Ingrida
- Spagnolo: Íngrid[1][3]

## Origine e diffusione
Deriva dall'antico nome norreno Ingríðr; si tratta di un nome teoforico, composto probabilmente dal nome del dio Ing combinato con fríðr ("bello", ma anche "amato") oppure con rida ("cavalcare", in riferimento alla cavalcata in groppa ad un cinghiale che il dio avrebbe fatto una volta l'anno). Il primo elemento del nome è presente anche nei nomi Ingegerd, Ingemar, Ingunn, Ingolf, Ingvar e Ingeborg, mentre fríðr si ritrova anche in Astrid, Guðríðr e Sigrid. Vi sono poi ipotesi minoritarie, come quella che lo considera un etnico riferito agli Ingveoni, il cui nome peraltro richiama la stessa divinità.
Il nome è noto al di fuori della Scandinavia in primo luogo grazie al dramma di Ibsen Peer Gynt, in cui figura un personaggio così chiamato, e in secondo luogo grazie alla fama dell'attrice Ingrid Bergman, e per tale motivo è usato occasionalmente anche in Italia. In Gran Bretagna, dove il nome era già diffuso durante il periodo di dominazione vichinga, tornò in voga a partire dal XIX secolo

## Onomastico
L'onomastico si può festeggiare il 2 settembre in ricordo della santa (o beata) Ingrid Elofsdotter, detta anche Ingrid di Svezia o di Skänninge.

## Persone

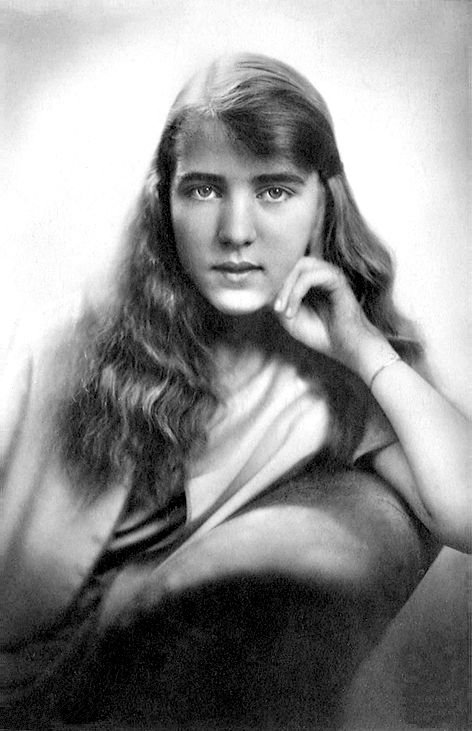
Ingrid di Svezia

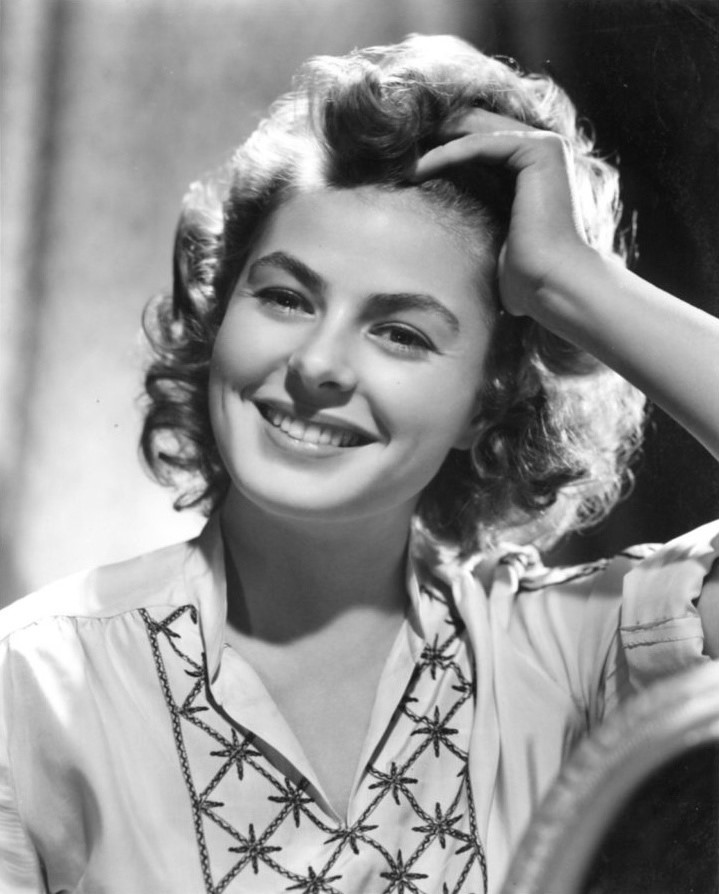
Ingrid Bergman

- Ingrid di Svezia, principessa di Svezia e regina di Danimarca
- Ingrid Becker, atleta tedesca
- Ingrid Bergman, attrice svedese
- Ingrid Eberle, sciatrice alpina austriaca
- Ingrid Elofsdotter, religiosa svedese
- Ingrid Jacquemod, sciatrice alpina francese
- Ingrid Kristiansen, atleta norvegese
- Ingrid Michaelson, cantautrice statunitense
- Ingrid Peters, cantante e conduttrice radiofonica tedesca
- Ingrid Rumpfhuber, sciatrice alpina austriaca
- Ingrid Thulin, attrice svedese
- Ingrid van Bergen, attrice e doppiatrice tedesca

### Altre varianti
- Íngrid Betancourt, politica colombiana
- Ingrida Jonkutė, cestista lituana
- Ingrida Šimonytė, economista e politica lituana

## Il nome nelle arti
- Ingrid è un personaggio del film del 1973 Ingrid sulla strada, diretto da Brunello Rondi.
- Ingrid è un personaggio della serie televisiva C'era una volta.
- Ingrid è un personaggio della serie videoludica Street Fighter.
- Ingrid Muñoz è un personaggio della serie televisiva Paso adelante.
- Ingrid Sjostrom è un personaggio dei romanzi della serie del Commissario Montalbano, scritti da Andrea Camilleri.
- Ingrid Third è un personaggio della serie animata Fillmore!.